# 高坂町 (名古屋市)
高坂町（たかさかちょう）は、愛知県名古屋市天白区の地名。丁番を持たない単独町名である。住居表示未実施。

## 地理
名古屋市天白区南端部に位置する。北東は大根町、北西は土原一丁目、南西は久方二丁目、南東は天白町島田に接する。

## 歴史

### 町名の由来
当地が丘陵地であり、高坂と通称されていたことによるという。

### 沿革
- 1961年（昭和36年）12月28日 - 島田土地区画整理組合の設立が認可される[4]。
- 1970年（昭和45年）2月24日 - 昭和区天白町島田の一部により、同区高坂町として成立[1]。
- 1975年（昭和50年）2月1日 - 天白区編入に伴い、同区高坂町となる[1]。

## 世帯数と人口
2019年（平成31年）1月1日現在の世帯数と人口は以下の通りである。
| 町丁   | 世帯数    | 人口    |
| ------ | --------- | ------- |
| 高坂町 | 1,403世帯 | 2,395人 |

### 人口の変遷
国勢調査による人口の推移
| 2000年（平成12年） | 3,172人 | [ WEB 6 ] |  |
| 2005年（平成17年） | 2,938人 | [ WEB 7 ] |  |
| 2010年（平成22年） | 2,614人 | [ WEB 8 ] |  |
| 2015年（平成27年） | 2,506人 | [ WEB 9 ] |  |

## 学区
市立小・中学校に通う場合、学校等は以下の通りとなる。また、公立高等学校に通う場合の学区は以下の通りとなる。
| 番・番地等 | 小学校               | 中学校               | 高等学校 |
| ---------- | -------------------- | -------------------- | -------- |
| 全域       | 名古屋市立高坂小学校 | 名古屋市立久方中学校 | 尾張学区 |

## 交通
- 愛知県道220号阿野名古屋線[2]

## 施設
- 名古屋市営高坂荘[2]
- 高坂公園[2]
- 名古屋市立高坂小学校[2]
- 名古屋市立島田第一保育園[2]
- 高坂幼稚園[2]
- 高坂コミュニティセンター

## その他

### 日本郵便
- 郵便番号 : 468-0025[WEB 3]（集配局：天白郵便局[WEB 12]）。

### 出身著名人
- 工藤公康 - プロ野球選手（投手）・監督。町内出身で[5]、高坂小学校・久方中学校に通学していた[6]。名古屋電気高校在学時、家族は町内の高坂荘に住んでいた[7]が、本人のプロ入り後（1984年）に豊明市二村台へ引っ越した[8]。

### WEB
1. ↑  “愛知県名古屋市天白区の町丁・字一覧”.   人口統計ラボ. 2017年10月7日閲覧。
2. 1 2  “町・丁目(大字)別、年齢(10歳階級)別公簿人口(全市・区別)”.   名古屋市 (2019年1月23日). 2019年1月23日閲覧。
3. 1 2  “郵便番号”.  日本郵便. 2019年2月10日閲覧。
4. ↑  “市外局番の一覧”.   総務省. 2019年1月6日閲覧。
5. ↑  名古屋市役所市民経済局地域振興部住民課町名表示係 (2015年10月21日). “天白区の町名一覧”.   名古屋市. 2017年10月7日閲覧。
6. ↑  名古屋市役所総務局企画部統計課統計係 (2005年7月1日). “（刊行物）名古屋の町(大字)・丁目別人口 (平成12年国勢調査) 天白区” (xls). 2017年10月8日閲覧。
7. ↑  名古屋市役所総務局企画部統計課統計係 (2007年6月29日). “平成17年国勢調査　名古屋の町(大字)別・年齢別人口 天白区” (xls). 2017年10月8日閲覧。
8. ↑  名古屋市役所総務局企画部統計課統計係 (2012年6月29日). “平成22年国勢調査　名古屋の町(大字)別・年齢別人口 天白区” (xls). 2017年10月8日閲覧。
9. ↑  名古屋市役所総務局企画部統計課統計係 (2017年7月7日). “平成27年国勢調査　名古屋の町(大字)別・年齢別人口” (xls). 2017年10月8日閲覧。
10. ↑  “市立小・中学校の通学区域一覧”.   名古屋市 (2018年11月10日). 2019年1月14日閲覧。
11. ↑  “平成29年度以降の愛知県公立高等学校（全日制課程）入学者選抜における通学区域並びに群及びグループ分け案について”.   愛知県教育委員会 (2015年2月16日). 2019年1月14日閲覧。
12. ↑  郵便番号簿 平成29年度版 - 日本郵便. 2019年02月10日閲覧 (PDF)

### 文献
1. 1 2 3  名古屋市計画局 1992, p. 872.
2. 1 2 3 4 5 6 7 8  「角川日本地名大辞典」編纂委員会 1989, p. 1474.
3. ↑  名古屋市計画局 1992, p. 688.
4. ↑  名古屋市土地区画整理組合等一覧 - 公益財団法人名古屋まちづくり公社. 2020年9月14日閲覧.
5. ↑  『中日新聞』1981年8月14日朝刊県内版・名古屋市民版15頁「名電 1万応援団燃える 息子よくやった 工藤の父」（中日新聞社）
6. ↑  『中日新聞』1981年8月14日朝刊県内版・名古屋市民版15頁「名電 1万応援団燃える 息子よくやった 工藤の父」（中日新聞社）
7. ↑  『中日新聞』1981年8月20日夕刊E版第一社会面9頁「第65回 全国高等野球選手権大会 第13日 準決勝 報徳学園（兵庫）3-1名古屋電気（愛知） 無念、名電ナイン 金村（報徳）に1点どまり 決勝進出の夢消える」（中日新聞社）
8. ↑  「工藤公康 不敵なマウンド度胸で日本シリーズMVP」『ベースボールアルバム』第9巻第1号、ベースボール・マガジン社、1987年12月15日、38頁。 - 通算第84号。1987年（昭和62年）1月1日発行。